# De Laatste Olympiër
De Laatste Olympiër (oorspronkelijke titel: The Last Olympian) is een fantasy/avonturenverhaal uit 2009 geschreven door Rick Riordan en gebaseerd op de Griekse mythologie. In dit vijfde deel van de serie Percy Jackson en de Olympiërs maakt Kronos, de Heer van Tijd, zich op om een laatste aanval uit te voeren op Kamp Halfbloed. 
De Laatste Olympiër werd algemeen goed ontvangen en werd vervolgd in The Lost Hero, het eerste boek in een nieuwe serie geschreven door Riordan en voor het eerst gepubliceerd in oktober 2010. Hoewel deze nieuwe serie niet meteen Percy betreft komt het overgrote deel van de personages er wel in voor. 

## Inhoud
Kronos maakt zich op om De Olympus aan te vallen. Kronos en zijn monsters gaan op een cruiseschip naar De Olympus. Percy moet alles op alles zetten om die reis te vertragen. Maar hij weet dat hij het ooit tegen Kronos op moet opnemen. Nico vertelt hem hoe hij in elk geval kans maakt om Kronos te verslaan. Samen met Kamp Half Bloed vecht Percy tegen Kronos' leger en proberen ze Olympus te redden. Dat Annabeth gevoelens heeft, blijft niet onopgemerkt. Als ze weer in Kamp Halfbloed zijn, bezig met het avondmaal,geeft ze Percy twee zoenen; eentje op het Kantinepaviljoen en eentje in het Kanomeer (waar ze gewoon kunnen ademhalen, omdat Percy een luchtbel blaast).

## Hoofdpersonen
- Percy Jackson: De hoofdpersoon van de serie. De zoon van Poseidon en de held waar 'the great prophecy' over gaat. Hij gaat in de zomer naar Kamp Halfbloed en tijdens het schooljaar woont hij bij zijn moeder Sally in de stad en gaat hij zoals elke andere normale jongen naar school. Zijn beste vrienden zijn de sater Grover Underwood en Annabeth Chase, de dochter van Athena. In het laatste deel, 'Percy Jackson en de laatste Olympiër' begint Percy wat meer te voelen voor Annabeth.
- Annabeth Chase: De dochter van Athena en de vriendin van Percy Jackson. Ze is op haar zevende weggelopen van huis en naar Kamp Halfbloed gegaan. Ze heeft op Kamp Halfbloed gewoond tot haar twaalfde, daarna is ze tijdens het schooljaar bij haar vader gaan wonen, en was ze alleen in de zomer op Kamp Halfbloed. Ze heeft gevoelens voor zowel Luuk als Percy.
- Grover Underwood: de sater en Percy Jacksons beste vriend. Hij was Percy's beschermer en is in het derde boek naar de god Pan gaan zoeken. Hij is tot de ontdekking gekomen dat de god Pan niet meer in staat is om de natuur te beschermen.